# Гавриил (Папаниколау)
Митрополи́т Гаврии́л (греч. Μητροπολίτης Γαβριήλ, в миру Гео́ргиос Папаникола́у греч. Γεώργιος Παπανικολάου; род. 1976, Мосхатон) — епископ Элладской православной церкви, митрополит Неоионийский и Филадельфийский (с 2014).

## Биография
Родился в 1976 году в Мосхатоне, в Греции.
В 1999 году окончил богословский институт Афинского университета. В 2001 году окончил богословский факультет Фрибурского университета.
18 февраля 1996 года епископом Диавлейским Дамаскиным (Карпафакисом) был рукоположен в сан диакона. 30 мая 2002 года архиепископом Афинским Христодулом (Параскеваидисом) был рукоположен в сан пресвитера и возведён в достоинство архимандрита. С 2002 по 2011 год служил в церкви святой Марины Фисио, а с 2009 по 2011 год был протосинкеллом Афинской архиепископии.
В октябре 2011 года был назначен главным секретарём Священной синода Элладской православной церкви.
7 октября 2011 года Священным синодом иерархии Элладской православной церкви был избран (48 голосами из 79 избирателей) для рукоположения в сан епископа Диавлейского, викария Афинской архиепископии (архимандрит Игнатий (Мосхос) получил 3 голоса, архимандрит Косма (Перханидис) — 2 голоса; 23 бюллетеня было пустыми и 3 — недействительными). Хиротония состоялась 9 октября 2011 года в соборе святого Дионисия Ареопагита в Афинах. Рукоположение совершили: архиепископ Афинский Иероним (Лиапис), митрополит Филиппский Прокопий (Цакумакас), митрополит Закинфский Хризостом (Синетос), митрополит Иерисский Никодим (Анагносту), митрополит Карпатосский Амвросий (Панайотидис) (Константинопольская православная церковь), митрополит Мантинейский Александр (Пападопулос), митрополит Приконнийский Иосиф (Харкиолакис) (Константинопольский патриархат), митрополит Дидимотихский Дамаскин (Карпафакис), митрополит Ксантийский Пантелеимон (Калафатис), митрополит Никейский Алексий (Врионис), митрополит Элассонский Василий (Колокас), митрополит Идрский Ефрем (Стенакис), митрополит Аккрский Георгий (Владимиру) (Александрийский патриархат), митрополит Сиросский Дорофей (Поликандриотис), митрополит Халкидский Хризостом (Триандафиллу), митрополит Неврокопский Иерофей (Цолиакос), митрополит Патрский Хризостом (Склифас), митрополит Лефкасский Феофил (Манолатос), митрополит Фиванский Георгий (Мандзуранис), митрополит Полианийский Эммануил (Сигалас), митрополит Илийский Афинагор (Дикеакос), митрополит Закинфский Дионисий (Сифнеос), митрополит Кифисийский Кирилл (Мисьякулис), митрополит Прусский Елпидифор (Ламбриниадис), (Константинопольский патриархат), митрополит Хиосский Марк (Василакис) и епископ Лампсакский Макарий (Павлидис) (Константинопольский патриархат).
10 октября 2014 года был избран (72 голосами из 78 избирателей) митрополитом Неоионийским и Филадельфийским (епископ Фанариотский Агафангел (Харамантидис) получил 0 голосов и архимандрит Георгий (Тавларис) — 0 голосов; 5 бюллетеней были пустыми). 1 ноября 2014 года в митрополичьей церкви святых бессребреников в Новой Ионии состоялось его интронизация.
19 ноября 2019 года решением Священного Синода ЭПЦ Неоионийская и Филадельфийская митрополия была переименована в Неоионийскую и Филадельфийскую, Ираклионскую и Халкидонскую, а митрополит Гавриил принял соответствующий титул.